# Wilde narcis
De wilde narcis (Narcissus pseudonarcissus subsp. pseudonarcissus) is een bolgewas uit de narcisfamilie (Amaryllidaceae). De wilde narcis komt oorspronkelijk voor in weilanden, bossen en op rotsige plekken. De wilde variant staat op de Nederlandse Rode Lijst als zeer zeldzaam en sterk afgenomen. De plant wordt veelvuldig gekweekt en de gekweekte vorm wordt vaak verwilderd aangetroffen.

## Naam
Narcissus was in de Griekse mythologie de zoon van de riviergod Cephisus en de nimf Liriope.
“Pseudonarcissus” betekent "valse" of "geen echte" narcis.
Behalve de Nederlandse naam “(wilde) narcis” werd vroeger ook wel de naam “tijloos” gebruikt.

## Beschrijving
De bladeren en de bloemstengel ontspringen uit een bol, die zeer giftig is. Wilde narcissen worden 15-30 cm hoog.

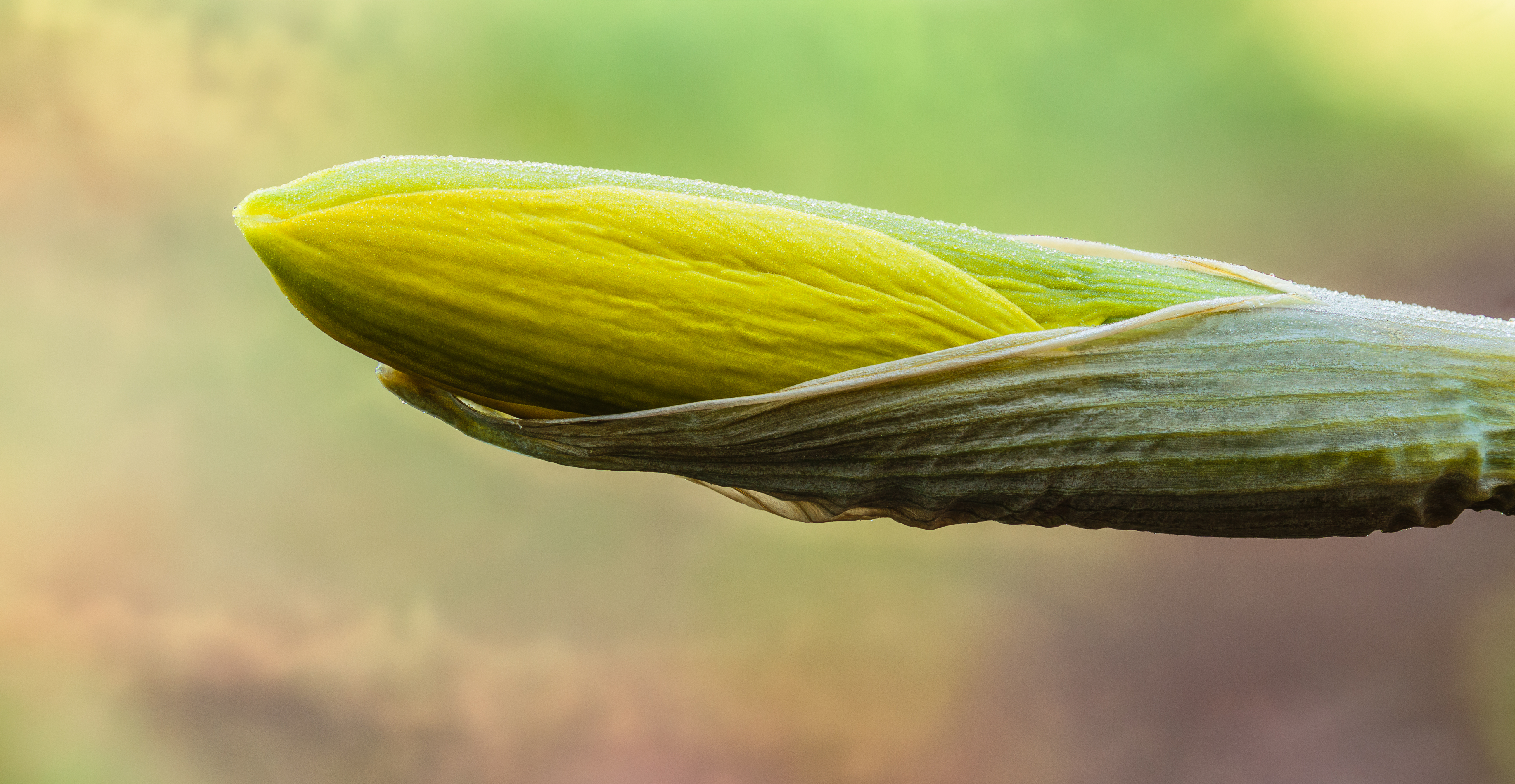
Bloemknop in ontwikkeling.

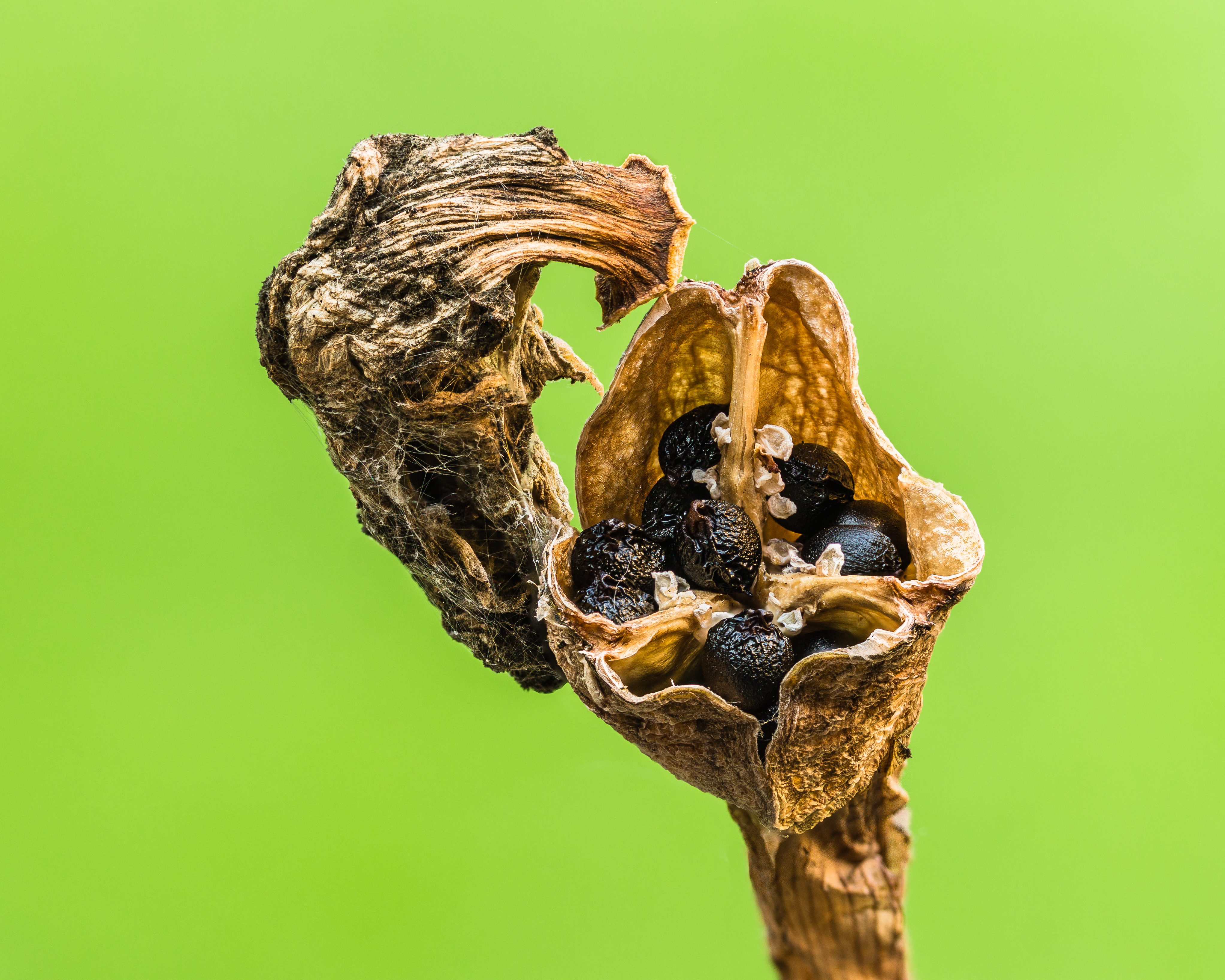
Geopende zadendoos van een Trompetnarcis gevuld met rijpe zaden.

### Bloemen
De bloemdekslippen zijn lichtgeel, de bijkroon (corona) is diepgeel en trompetvormig, naar boven maar een klein beetje verwijd. De trompet is ongeveer even lang als de bloemdekslippen of iets korter. De schede is bruin en papierachtig. De bloemen staan knikkend op een iets afgeplatte bloemsteel van 3 tot 12 mm en zijn 35 tot 50 mm lang.  De wilde narcis bloeit alleenstaand. De plant bloeit in het voorjaar: van maart tot mei. De stijl is draadvormig en heeft een 3-lobbige stempel.
De vrucht is een doosvrucht. 
Bij de trompetnarcis steken de bloemstelen duidelijk boven de bladeren uit, zijn zowel de bloemdekbladen als de bijkroon heldergeel en wordt de bijkroon naar boven toe wijder. De trompetnarcis bloeit iets later 

### Bladeren
De wortelstandige bladeren zijn meestal grijsgroen. Ze zijn lijnvormig, hebben een lengte van 12-35 cm en zijn 0,6 tot 1,5 cm breed.

## Ecologie
De wilde narcis groeit op zonnige tot licht beschaduwde plaatsen op matig vochtige tot vrij natte, matig voedselarme tot matig voedselrijke, neutrale tot vaak zwak zure, humeuze grond (zandig leem, leem en laagveen).
De plant is te vinden in grasland (beekdalgrasland en bergweiden), bermen, bossen (lichte loofbossen, bij buitenplaatsen en moerasbossen), bosranden, bosjes, soms op ruderale plaatsen en hellingen.

## Verspreiding
De wilde narcis komt voor in West-Europa, van Groot-Brittannië en Nederland tot in Midden-Spanje, oostelijk tot in Beieren en Italië. In andere delen van Europa is de plant plaatselijk verwilderd, evenals in o.a. Noord-Amerika. De trompetnarcis komt oorspronkelijk uit Zuidwest-Europa.
In Nederland komt de plant in zeer beperkte mate voor in het heuvelland van Zuid-Limburg, in zuidelijk Drenthe en in het noordoosten van Overijssel. In deze laatste twee gebieden komt de soort vooral voor in boerentuinen.
Elders kan hij nog worden aangetroffen als stinsenplant.
In België is de Vallei van de Holzwarche een bekende groeiplaats van de wilde narcis. Dat geldt ook voor het dal van de Hohnbach, een zijrivier van de Geul.